# 송순기 (1892년)
송순기(宋淳夔, 1892년 ~ 1927년 9월 12일)는 일제강점기의 언론인이다. 호는 물재(勿齋). 본관은 진천이다.

## 생애
한학에 밝은 문장가로 알려져 있다. 개화파 한학자인 최영년의 제자이기도 하다.
1919년에 조선총독부 기관지인 매일신보에 입사했다. 1921년에 편집부 기자, 1922년에는 논설부 기자가 되어 활동했다. 1923년부터 약 4년 동안 매일신보의 발행인 겸 편집인으로 근무했으며, 1927년 논설부장에 임명된 뒤 얼마 되지 않아 폐질환으로 사망했다.
매일신보 기자이던 1921년 1월 1일 매일신보 신년호에 3·1 운동으로 활발해진 조선의 독립운동에 대한 의견을 피력했다. 그 내용은 독립운동이 일본에 대한 내란이며 조선총독의 문화정치는 조선인과 조선민중을 위한 시의적절한 정책이라는 것으로, 독립운동으로 혼란해진 사회상과 문화정치로 인해 좋아진 점을 일일이 열거하고 있다.
매일신보 발행인이던 1924년에는 창간 20주년을 맞은 매일신보가 조선민중과 조선사회에 다대한 공헌을 한 공명정대한 신문이라며 극찬하는 글을 발표했다. 송순기가 발행인 겸 편집인으로 재직하는 동안 매일신보가 게재한 사설에는 일본 천황의 생일인 천장절을 축하하는 글이나, 내선융화를 강조하는 글, 한일합방이 오직 공존공영을 위한 것이며 약소국의 민족을 구하려는 일본의 선의에서 비롯되었다고 주장하는 글이 포함되어 있다.
2008년 발표된 민족문제연구소의 친일인명사전 수록예정자 명단과 2007년 대한민국 친일반민족행위진상규명위원회가 확정한 친일반민족행위 195인 명단 중 언론 부문에 선정되었다.

## 같이 보기
- 매일신보

## 참고자료
- 친일반민족행위진상규명위원회 (2007년 12월). 〈송순기〉 (PDF). 《2007년도 조사보고서 II - 친일반민족행위결정이유서》. 서울. 1807~1821쪽쪽. 발간등록번호 11-1560010-0000002-10. [깨진 링크(과거 내용 찾기)]
- 조현호 기자 (2007년 12월 12일). “김선흠 등 매일신보·시사평론 간부 8명 친일 규명 - 친일반민규명위 2007 보고서 발간… 1920~30년대 신문 11종 분석”. 미디어오늘. 2008년 4월 17일에 확인함.